# Henryk Kozłowski (chemik)
Henryk Kozłowski (ur. 30 października 1945 w Warszkówku) – polski chemik, profesor nauk chemicznych, członek rzeczywisty PAN, specjalista w dziedzinie chemii bionieorganicznej i główny twórca tego nurtu naukowego w Polsce.

## Życiorys
W roku 1968 ukończył studia chemiczne na Wydziale Matematyki, Fizyki i Chemii Uniwersytetu Wrocławskiego i rozpoczął przewód doktorski pod kierownictwem Bogusławy Jeżowskiej–Trzebiatowskiej. W 1973 roku uzyskał stopień doktora, a w roku 1977 stopień doktora habilitowanego. W latach 1974–1975 odbył staż podoktorski na Uniwersytecie w Tokio. W 1989 uzyskał tytuł profesora nadzwyczajnego, a w 1992 profesora zwyczajnego.
Od początku swojej kariery naukowej związany z Instytutem Chemii (później Wydziałem Chemii) Uniwersytetu Wrocławskiego, gdzie przeszedł przez kolejne szczeble kariery zawodowej, pracując na stanowisku asystenta (1969–1973), adiunkta (1973–1979), docenta (1979–1989), profesora nadzwyczajnego (1989–1992) i profesora zwyczajnego (od 1992). Od 1979 kierownik Zespołu Strukturalnej Chemii Bionieorganicznej (od 1992 roku jest to Zespół Chemii Bionierganicznej i Biomedycznej) w Instytucie/Wydziale Chemii Uniwersytetu Wrocławskiego. W latach 1982–1984 i 1993–1996 był zastępcą dyrektora Instytutu Chemii. Od 1993 kierownik Zakładu Dydaktycznego Chemii Bionieorganicznej (później Chemii Biologicznej). W latach 1996–1999 pełnił funkcję prodziekana ds. nauki i współpracy z zagranicą na Wydziale Chemii. W latach 1995–1999 był senatorem Uniwersytetu Wrocławskiego. W latach 1996–1999 był członkiem senackiej Komisji Nauki i Współpracy z Zagranicą.
Był profesorem wizytującym m.in. na uniwersytetach we Florencji, Paryżu, Sassari, Lille, Strasburgu, Tuluzie i Kijowie.
Od 2015 pracuje na stanowisku Dyrektora Departamentu Biotechnologii we Wrocławskim Centrum Badań EIT+.

## Badania
Tematyka jego badań obejmuje zagadnienia chemii bionieorganicznej, np.:
- termodynamika, struktura i właściwości biologiczne układów zawierających jony metali
- struktura i funkcja biomolekuł (aminokwasów, peptydów i ich analogów fosfonowych, oksymowych i hydroksamowych; kwasów nukleinowych i ich podjednostek, kwasów peptydonukleinowych oraz nukleozydów modyfikowanych; cukrów i polisacharydów) i ich oddziaływanie z jonami metali[6][7][8][9][10][11][12][13]
- donacja siarkowa w układach bionieorganicznych[14][15]
- wpływ jonów metali na chemię i biochemię leków (m.in. tetracyklin, antracyklin, famotydyny) i pestycydów[16][17]
- elektrochemia układów bionieorganicznych[18][19]
- chemia bionieorganiczna metali toksycznych (m.in. Ni, Cd, Pb, Cr, Al) oraz molekularne mechanizmy toksyczności metali (m.in. karcynogenezy wywołanej związkami metali)[20][21][22][23][24]
- mechanizmy neurodegeneracji[25][26][27][28][29]
- homeostaza jonów metali w białkach bakteryjnych[30][31][32][33]
- oddziaływanie jonów metali z białkami zawierającymi sekwencje polihistydylowe o motywie His-tag[34][35]

## Osiągnięcia naukowe
Opublikował ponad 500 artykułów w czasopismach naukowych. Jest autorem/współautorem 16 rozdziałów w książkach, m.in. „Metallochemistry of Neurodegeneration: Biological, Chemical and Genetic Aspects”. W latach 1986–2015 jego prace były cytowane około 10 000 razy. Wypromował 33 doktorów oraz ponad 120 magistrów. Wygłosił ponad 400 wykładów na konferencjach naukowych.

## Członkostwo oraz działalność w krajowych towarzystwach i organizacjach naukowych
- Członek Polskiego Towarzystwa Biofizycznego (od 1979, wiceprzewodniczący w latach 1980–1983, przewodniczący Oddziału Wrocławskiego w latach 1983–1986)
- Członek Polskiego Towarzystwa Biochemicznego (od 1986)
- Członek Polskiego Towarzystwa Chemicznego (od 1993)
- Wiceprzewodniczący Komisji Biologii Molekularnej Oddziału Wrocławskiego Polskiej Akademii Nauk (od 1991)
- Członek Sekcji Biologii Molekularnej Komitetu Badań Naukowych (1991–1994)
- Wiceprzewodniczący Komisji Biologii Molekularnej i Biotechnologii Oddziału Wrocławskiego Polskiej Akademii Nauk (1996–1998)
- Członek Rady Programowej kierunku Ochrona Środowiska na Wydziale Nauk Przyrodniczych U.Wr. (od 1997)
- Członek Centralnej Komisji ds. Stopni i Tytułów (1997–2006)
- Członek Rady Naukowej Instytutu Chemii Bioorganicznej PAN w Poznaniu (1999–2002)
- Ekspert w pilotażowym projekcie „Foresight” w dziedzinie „Zdrowie i życie”, Ministerstwo Nauki i Szkolnictwa Wyższego (od 2004)
- Przewodniczący Rady Naukowej Centrum Badań Molekularnych i Makromolekularnych PAN w Łodzi (od 2015)[37]
- Członek Korespondent Polskiej Akademii Nauk (od 2010); od 2016 członek rzeczywisty
- Członek Narodowego Centrum Nauki w latach 2010-2016 (przewodniczący Komisji Nauk Ścisłych i Technicznych)[4]

## Członkostwo oraz działalność w międzynarodowych towarzystwach i organizacjach naukowych
- Przewodniczący komitetu COST Action D8 "Chemistry of Metals in Medicine" (1996–2001)
- Koordynator COST Action D8 "Molecular Mechanisms of Metal-Induced Toxicity and Carcinogenicity" (1998–2001)
- Polski delegat komitetu zarządzającego COST Action D20 "Metal Compounds in the Treatment of Cancer and Viral Diseases MCCV" (2000–2005)[38]
- Polski delegat komitetu zarządzającego COST Action D34 "Molecular Targeting and Drug Design in Neurological and Bacterial Diseases" (2005–2010)
- Polski delegat komitetu zarządzającego COST Action D39 “Metallo-Drug Design and Action” (2006–2011)[39]
- Polski delegat komitetu zarządzającego COST Action CM1003 „ Biological oxidation reactions – mechanisms and design of new catalysts” (2011–2015)[40]
- Członek Society of Biological Inorganic Chemistry, SBIC (od 1999)
- Członek The Royal Society of Chemistry, CChem FRSC (od 1999)
- Chartered Scientist Royal Society of Chemistry, CSi CChem FRSC (od 2004)
- Członek Alberta Prion Research Institute, Canada (od 2005)
- Przewodniczący the Discussion Group Chemistry in Life Sciences Division in The European Association for Chemical and Molecular Sciences (2009–2014)

## Działalność w radach redakcyjnych czasopism naukowych
Członek Rady Naukowej „Inorganica Chimica Acta. Boinorganic Section” (1982–1989). Członek komitetów redakcyjnych: „Metal Based Drugs” (1992–1996), „Dalton Transactions”(1997–2003), „New Journal of Chemistry” (od 2003), „Polish Journal of Chemistry” (2003–2005), „Journal of Inorganic Biochemistry” (2006–2010).

## Organizacja konferencji naukowych
Organizator (lub współorganizator) 39 konferencji naukowych, m.in.:
- cyklu "Symposium on Inorganic Biochemistry and Molecular Biophysics" (1985, 1989, 1991, 1995, 1997, 1999, 2000, 2001, 2002, 2003, 2004, 2005, 2006, 2010) stanowiącego przegląd aktualnego stanu wiedzy w dziedzinie chemii bionieorganicznej
- pierwszej w Polsce konferencji naukowej sponsorowanej przez Europejską Fundację Naukową i NATO "ESF Workshop on Non-platinum Metals as Drugs Chemotherapeutics and Related Compounds" (1996)
- 2nd European Conference on Chemistry for Life Science – konferencji reprezentującej aktywność Grupy Dyskusyjnej Chemistry for Life Sciences w ramach The European Association for Chemical and Molecular Science (Wrocław, 2007)
- EUROBIC9 – 9th European Biological Inorganic Chemistry Conference (Wrocław, 2008)[41]

## Wyróżnienia i nagrody
- Nagroda Roku Nauki Polskiej (1973)
- Nagroda Polskiej Akademii Nauk (1980)
- Nagrody Ministra Edukacji Narodowej (1984, 1988, 1991, 1992, 1997, 1999, 2003)
- Nagrody Ministra Sz.W.N.i T. (1973, 1977, 1978, 1982)
- Nagrody Sekretarza Naukowego PAN w latach (1972, 1975, 1983)
- Krzyż Kawalerski Orderu Odrodzenia Polski (1990)
- Medal Komisji Edukacji Narodowej (2000)
- Nagroda Naukowa im. Marii Skłodowskiej-Curie w dziedzinie chemii (2002)
- Tytuł Doktora Honoris Causa Narodowego Uniwersytetu im. Tarasa Shevchenki w Kijowie, Ukraina (2009)
- Złota Odznaka Politechniki Wrocławskiej (2011)
- Krzyż Oficerski Orderu Odrodzenia Polski (2012)
- Medal Wydziału Chemii Politechniki Wrocławskiej (2012)
- Tytuł Honorowego Profesora Politechniki Wrocławskiej (2013)[42]
- Nagroda Prezesa Rady Ministrów (2013)
- Tytuł doktora honoris causa Uniwersytetu Gdańskiego (2014)[1]
- Medal Okolicznościowy PTChem (2014)[43]